# Provincia di Huancané
La provincia di Huancané è una delle 13 province della regione di Puno nel Perù.

## Capoluogo e data di fondazione
Il capoluogo è Huancané.
È stata istituita nel 1821.
Sindaco (alcalde): Alex Gómez Pacoricona (2007-2010)

## Superficie e popolazione
- 2805,85 km²
- 91 579 abitanti (inei2005)

## Provincia confinanti
Confina a nord con la provincia di San Antonio de Putina; a sud con la provincia di Moho, con la provincia di Puno e con il Lago Titicaca; a est con la Bolivia, e a ovest con la provincia di Azángaro e con la provincia di San Román.

## Geografia antropica

### Suddivisioni amministrative
È divisa in 8 distretti:
- Cojata
- Huancané
- Huatasani
- Inchupalla
- Pusi
- Rosaspata
- Taraco
- Vilque Chico